# 板倉徹
板倉 徹（いたくら とおる、1946年1月20日 - 2016年2月25日）は、日本の脳神経外科医。医学博士（和歌山県立医科大学・1983年）。和歌山県立医科大学名誉教授。

## 略歴
京都府出身。1970年に和歌山県立医科大学卒業。1983年に同医学博士。同附属病院診療医、講師、助教授、カリフォルニア工科大学生物学部門留学、1994年に和歌山県立医科大学脳神経外科教授。2006年に和歌山県立医科大学理事、和歌山県立医科大学附属病院院長。2008年に和歌山県立医科大学医学部長。2010年から2014年まで理事長・学長。名誉教授。日本高次脳機能障害学会会長。日本脳神経外科学会専門医。アルテリーヴォ和歌山を運営するNPO法人和歌山からJリーグを作る会の理事長を務めていた。
2016年2月25日、胃がんにより死去。70歳没。
2017年4月23日、追悼イベント「ラジオは脳にきくスペシャル故板倉徹先生を偲んで」が行われた。

## 著書
- 『すこやかな老後をおくろう 痴呆症(アルツハイマー病・血管障害性痴呆)にならないために』ブレーン出版 2003
- 『ラジオは脳にきく 頭脳を鍛える生活習慣術』東洋経済新報社 2006
- 『同時に2つのことをやりなさい! 脳神経外科教授が教える!仕事のスピード・記憶力・頭の回転が高まる脳と耳の習慣』フォレスト出版 2009
- 『50代から始める脳を若返らせる耳トレーニング』フォレスト出版 2013
- 『ラジオはココロの疲れを、そっと取り除く』ぱる出版 2013

## 共編著
- 『神経科学の基礎と臨床　脳幹』前田敏博共編著 ブレーン出版 1993
- 『神経科学の基礎と臨床　視床下部』前田敏博共編著 ブレーン出版 1995
- 『神経科学の基礎と臨床　線条体』前田敏博共編著 ブレーン出版 1995
- 『神経科学の基礎と臨床　大脳皮質運動領野』前田敏博共編著 ブレーン出版 1995
- 『神経科学の基礎と臨床　前頭葉』前田敏博共編著 ブレーン出版 1996
- 『脳を守る 脳の病気119番』編著 ブレーン出版 1996
- 『神経科学の基礎と臨床　側頭葉』前田敏博共編著 ブレーン出版 1998
- 『定位脳手術』駒井則彦監修 共編著 金芳堂 1998
- 『脳の病気の救急箱 続・脳を守る』編著 ブレーン出版 1998
- 『神経科学の基礎と臨床 小脳』前田敏博共編著 ブレーン出版 1999
- 『直前対策言語聴覚士国家試験予想問題集』板倉登志子共著 ブレーン出版 1999
- 『脳血管 文献レビュー』福内靖男共監修 鈴木則宏ほか編著 金芳堂 1999
- 『言語聴覚士国家試験予想問題集 2000年』板倉登志子,瀧本孝雄共著 ブレーン出版 2000
- 『これならわかる脳の病気の危険信号』楠秀司共著 ブレーン出版 2000
- 『神経科学の基礎と臨床 大脳辺縁系』前田敏博共編著 ブレーン出版 2000
- 『パーキンソン手帳』中井易二共著 ブレーン出版 2000
- 『脳を知る脳を守る 体と心の指令塔』編著 アドア出版 2001
- 『神経科学の基礎と臨床 視床』前田敏博共編著 ブレーン出版 2000
- 『神経科学の基礎と臨床 大脳皮質感覚領野』編著 ブレーン出版 2002
- 『コメディカルのための脳神経外科』中井國雄,今井治道共著 コメディカルエディター 2003
- 『神経科学の基礎と臨床 脳室およびその周囲器官』編著 ブレーン出版 2003
- 『パーキンソン手帳』改訂版 小倉光博, 中井易二共著 ブレーン出版 2003
- 『「冬のソナタ」に学ぶ脳の不思議 主人公の脳に何が起こったのか?』板倉登志子共著 ブレーン出版 2004
- 『神経科学の基礎と臨床 後頭葉 その機能とネットワーク』編著 ブレーン出版 2005
- 『神経科学の基礎と臨床 前頭葉 その機能とネットワーク』編著 ブレーン出版 2005
- 『定位脳手術入門』編 医学書院 2005
- 『脳血管シンポジウム 1』編 ブレーン出版 2005
- 『戦国武将の脳 乱世を勝ちぬくブレインパワー』津本陽共著 東洋経済新報社 2009

## 論文
- Cinii